# Papa Victor I
Papa Victor I (n.  ?, Provincia Africa, praetorian prefecture of Italy⁠(d), Roma Antică – d. 28 iulie 199 d.Hr., Roma, Imperiul Roman) a fost Papă al Romei în perioada 186 sau 189 – cca. 197sau 198 sau 199. Datele pontificatului Papei Victor I diferă în funcție de sursele consultate. 

## Viața
Papa Victor I a fost primul Papă al Romei născut în Libia, în Africa de Nord. Papa Victor I a fost un papă important și energic care a inițiat latinizarea și diminuarea influenței grecești asupra bisericii.
Papa Victor I a luat poziție în controversa despre data Paștelui. Opinia lui Papa Victor I, conform căreia Paștele trebuie celebrat în prima duminică de după data de 14 a lunii ebraice Nissan, nu a fost acceptată ca atare de Episcopiile din Est care erau fidele datei „quartodecimana”, astfel Papa a excomunicat pe rând bisericile din Asia Mică, acțiune ce demonstrează creșterea puterii papale. 

Papa Victor I a combătut montanismul și a avut raporturi pozitive cu casa imperială, prin intermediul Marciei, favorita împăratului Comodus, prin care a obținut eliberarea unui grup de creștini condamnați la munci silnice la ocne în Sardinia.
Având în vedere toleranța împăratului Commodus față de creștinism, este puțin probabil ca Papa Victor I să fi fost martirizat. 
Papa Victor I a fost sanctificat și este menționat pe 28 iulie.